# خبزية كمنسي
خبزية كَمَنسي أو خبزية كمنسية (الاسم العلمي:Artocarpus camansi) هي نوع من النباتات يتبع جنس الخبزية من الفصيلة التوتية.
موطنها الأصلي غينيا الجديدة وجزر الملوك والفلبين. إنها السلف البري لفاكهة الخبزية العالية (Artocarpus altilis) وتعرف أحيانًا باسم فاكهة الخبزية البذرية لتمييزها عن سلالتها التي لا تحتوي على بذور. ثمار خبزية كمنسي صالحة للأكل عند طهيها. يمكن أيضًا تحميص البذور الكبيرة وأكلها.